# 유동 함수

## 분류
유체역학(Fluid_Mechanics)

## 요약
'유동함수 ({\displaystyle \Psi }, Stream Function)'는 유량함수라고도 하며, 두 점 사이에 흐르는 유량은 '두점에서의 유동함수 차({\displaystyle \Psi _{2}-\Psi _{1}})'로 정의된다.
다시 말하면, 유동함수는 함수 그 자체로서 의미를 지닌다기 보다, 유동 함수로부터 여러 개념들을 정의할 수 있다는 점이 핵심이다.

## 2차원 유동함수
비압축성 유체, 2차원 {\displaystyle xy} 좌표계에서 질량 보존 법칙 미분방정식
즉, 연속방정식을 정의하면 아래와 같다.
{\displaystyle {\partial u \over \partial x}+{\partial v \over \partial y}=0}
적절한 변수변환법을 사용하면, 두 개의 종속변수({\displaystyle u}와 {\displaystyle v}) 대신 한 개의 종속변수({\displaystyle \Psi })로 위의 연속방정식을 정의할 수 있게 된다.
{\displaystyle u={\partial \Psi  \over \partial y}} , {\displaystyle v=-{\partial \Psi  \over \partial x}}
위의 식을 첫번째 연속방정식에 대입하면 아래와 같게 된다.
{\displaystyle {\partial  \over \partial x}({\partial \Psi  \over \partial y})+{\partial  \over \partial y}(-{\partial \Psi  \over \partial x})={\partial ^{2}\Psi  \over \partial x\partial y}-{\partial ^{2}\Psi  \over \partial y\partial x}=0}
{\displaystyle u} 대신 {\displaystyle v}에 음 부호를 부여하는 이유는, {\displaystyle \Psi }가 {\displaystyle y}방향으로 증가함에 따라 유동이 왼쪽에서 오른쪽으로 흐르도록 하기 위함이며 유동함수의 부호를 반대로 지정하여도, 유체 유동에 있어서 연속 방정식은 항상 성립한다.
위와 같은 증명을 통해 {\displaystyle \Psi }를 알면 유동하는 유체의 {\displaystyle xy}축 속도 성분 {\displaystyle u}와 {\displaystyle v}를 구할 수 있으며, 이들 해 또한 연속 방정식을 만족하게 된다.

## 유선
또한, 유동함수는 다음과 같은 유용한 물리적 중요성을 가진다.
먼저, 옆 그림에 나와있는 유선(Stream Line)을 따라 다음과 같은 유선의 방정식이 정의된다.
{\displaystyle {dy \over dx}={v \over u}\Rightarrow } {\displaystyle -vdx+udy=0}
위의 방정식에 {\displaystyle \Psi }에 대한 정의를 사용하면 아래와 같은 식을 얻는다.
{\displaystyle {\partial \Psi  \over \partial x}dx+{\partial \Psi  \over \partial y}dy=0}
{\displaystyle x,y} 두 변수의 함수인 유동함수({\displaystyle \Psi })에 대하여 한 점({\displaystyle x,y})에서 미소 거리만큼 떨어진 다른 점 ({\displaystyle x+dx,y+dy})까지 사이의 총{\displaystyle \Psi } 변화량({\displaystyle d\Psi })은 수학적 연쇄법칙(chain rule)을 적용하여 다음과 같이 도출된다.
{\displaystyle d\Psi ={\partial \Psi  \over \partial x}dx+{\partial \Psi  \over \partial y}dy}
위와 아래의 정의식을 비교하여 보면, 유선을 따라서 {\displaystyle d\Psi =0} 이라는 것을 알 수 있다. 
그러므로 유선을 따라서 유동함수({\displaystyle \Psi })는 일정하고, 식 {\displaystyle d\Psi =0} 를 적분하면 {\displaystyle \Psi }자체는, '유동장의 유선'이라는 결론에 도달하게 된다.

## 유량
유동함수에 대해 물리적으로 또 다른 중요한 특성이 있다.
'한 유선에서 다른 유선까지 유동함수 값의 차이는 두 유선 사이의 단위 폭당 체적유량과 같다({\displaystyle \Psi _{2}-\Psi _{1}})'는 것이 바로 그 특성이다.
이 서술에 대한 설명은 옆의 그림과 함께 두 유선 {\displaystyle \Psi _{1}}과 {\displaystyle \Psi _{2}}, 그리고 지면 속으로 단위 폭을 가지는 {\displaystyle xy}평면상의 2차원 유동을 고려해보자. 정의에 의하면, 어떤 유동도 유선을 가로지를 수 없다. 따라서 두 유선사이의 공간을 차지하는 유체는 항상 같은 두 유선 사이에 한정되어 흐른다. 이는 두 유선 사이의 임의의 단면을 통과하는 질량유량은 어떤 순간에도 같다는 것을 의미한다. 여기서 단면은 유선1에서 시작해서 유선2에서 끝나기만 하면, 어떤 형상이어도 좋다. 옆 그림의 내용을 예를 들면, 단면 A는 원호 모양이지만, 단면B는 물결 모양을 가진다. {\displaystyle xy}평면에서의 정상상태, 비압축성, 2차원 유동에 대하여 두 유선 사이의 체적유량 {\displaystyle {\dot {V}}}(단위 폭당)은 일정해야 한다. 그러므로 만약 두 유선이 단면 A에서 단면 B까지의 구간으로 벌어진다면, 두 유선 사이 평균속도는 체적유량이 같게 유지되도록({\displaystyle {\dot {V}}_{B}-{\dot {V}}_{A}}) 감소할 것이다.

## 참조문헌
Cengel, C. (2021). Differential analysis of fluid flow. McGrawHill, Fluid Mechanics. Hanti-Media